# Mary von Dänemark

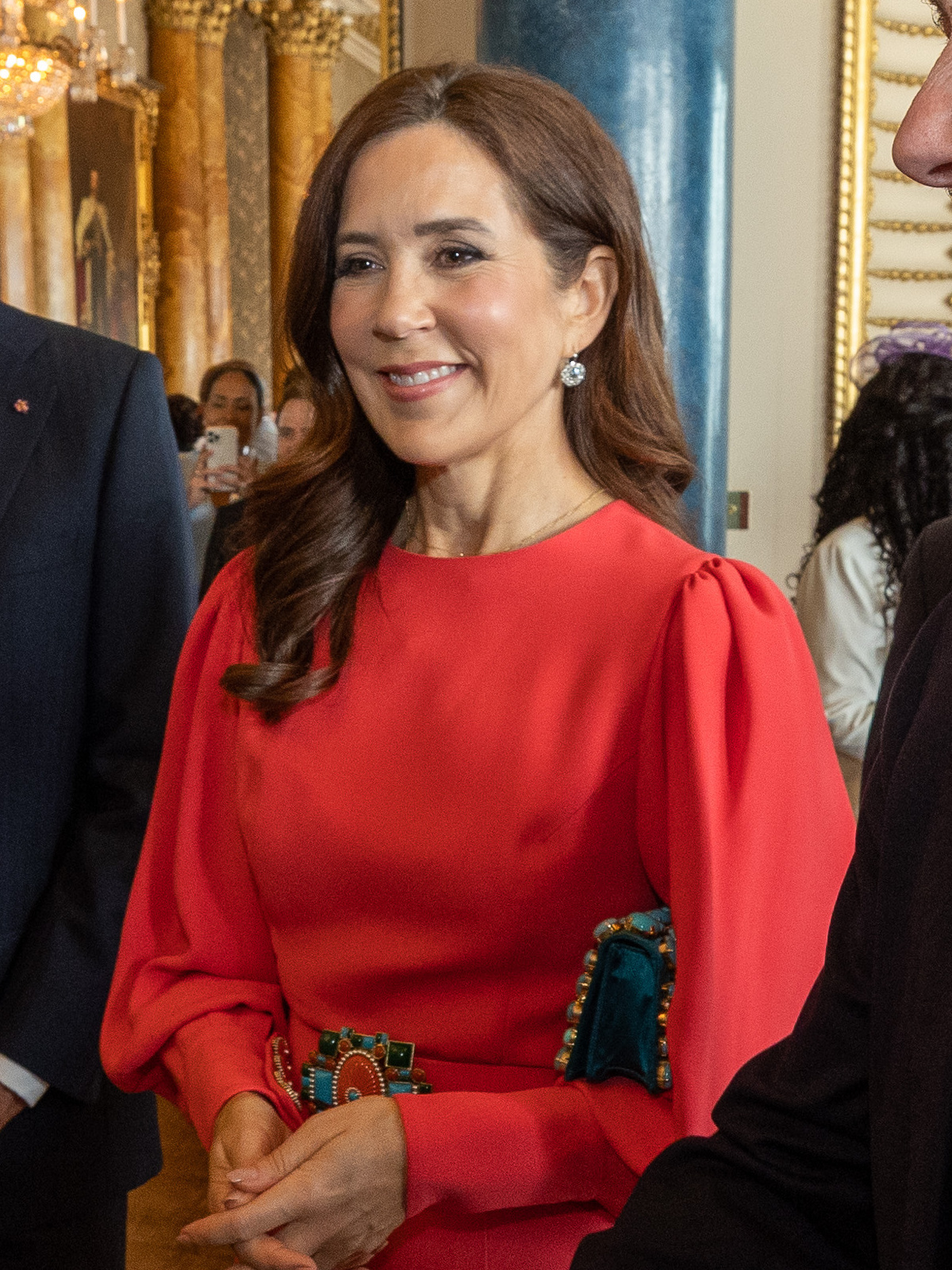
Mary Elizabeth, 2023

Königin Mary Elizabeth von Dänemark, Gräfin von Monpezat (* 5. Februar 1972 in Hobart, Tasmanien, Australien; geboren als Mary Elizabeth Donaldson) ist die Ehefrau des dänischen Königs Frederik X. Mit der Abdankung ihrer Schwiegermutter Margrethe II. am 14. Januar 2024 wurde Mary zur neuen Königin Dänemarks.

## Leben

### Herkunft
Ihre Eltern sind das schottische Ehepaar John Dalgleish Donaldson (* 5. September 1941) und Henrietta Clark Donaldson (* 12. Mai 1942; † 20. November 1997). Mary hat drei Geschwister: Jane Alison Stephens (* 26. Dezember 1965), Patricia Anne Woods (* 16. März 1968), und John Stuart Donaldson (* 9. Juli 1970). John Dalgleish und Henrietta Clark Donaldson wanderten kurz nach ihrer Hochzeit am 31. August 1963 in Edinburgh nach Australien aus. Zwölf Jahre später erhielten sie die australische Staatsbürgerschaft. John Donaldson ist Professor für angewandte Mathematik, Henrietta Donaldson arbeitete als Assistentin für den Vizekanzler der Universität von Tasmanien. Nach dem Tod der Mutter heiratete der Vater 2001 Susan Elizabeth Horwood.

### Ausbildung und berufliche Tätigkeit
Von 1974 bis 1989 besuchte Mary Donaldson verschiedene Schulen, zunächst ein Jahr in Houston, Texas und anschließend in Hobart. Ab 1989 besuchte Mary in Hobart die University of Tasmania, die sie 1994 mit dem Abschluss Bachelor of Commerce and Law (BCom.LLB) verließ. Von 1994 bis 1996 machte sie eine zusätzliche Ausbildung im Marketing. Von 1995 bis 2002 arbeitete sie für verschiedene Unternehmen mit Marketing und Werbung, DDB Needham, Young & Rubicam, Microsoft Business Solutions und andere. 1998 unternahm sie eine einjährige Weltreise, die sie hauptsächlich nach Europa und in die USA führte, und arbeitete in Edinburgh. Von 2002 bis zu ihrer Eheschließung arbeitete sie in Frankreich und in Dänemark.
Neben ihrer Muttersprache Englisch spricht sie fließend Dänisch. Sie studierte Französisch und lebte fünf Monate in Paris.

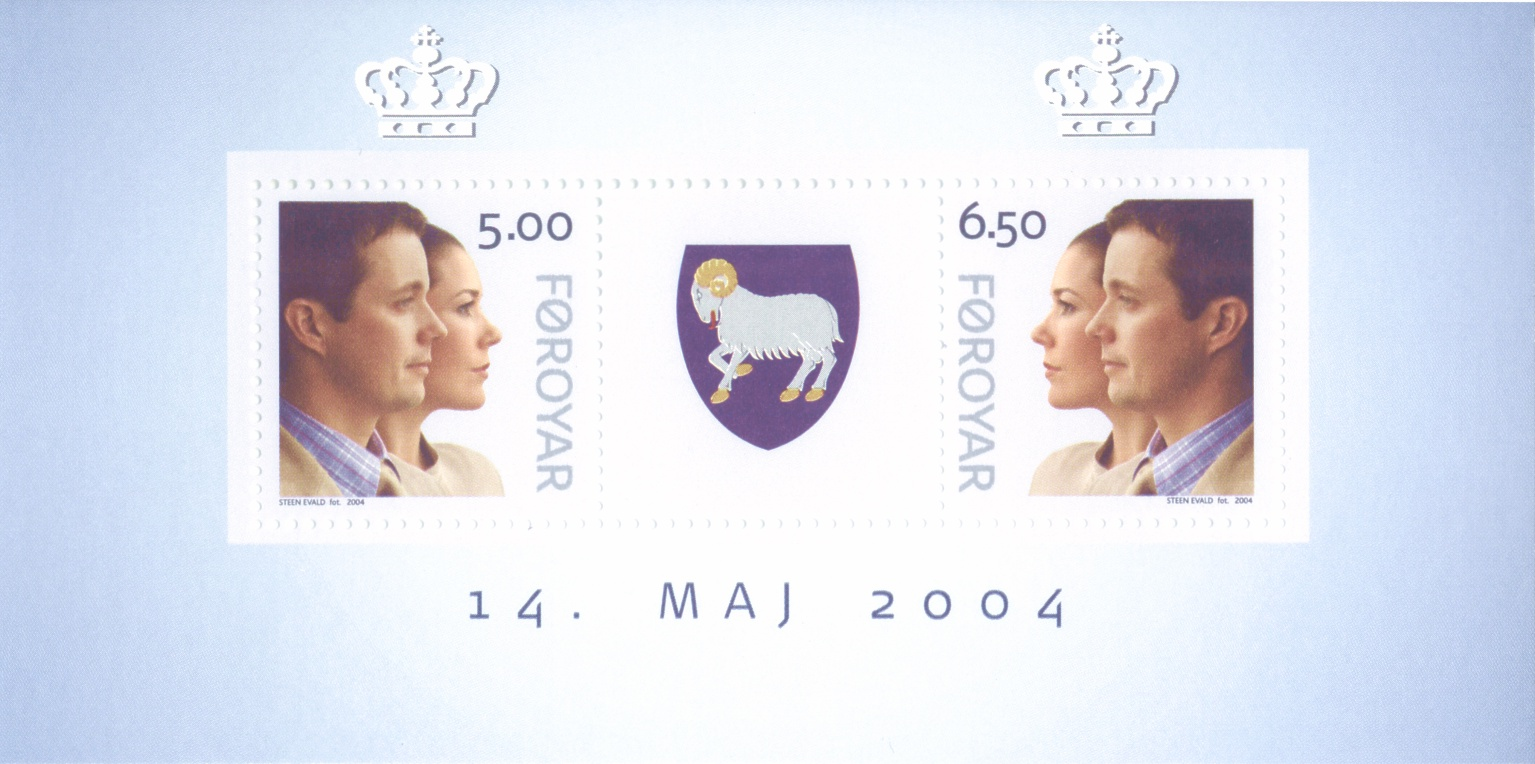
Briefmarke anlässlich der Hochzeit von Frederik und Mary

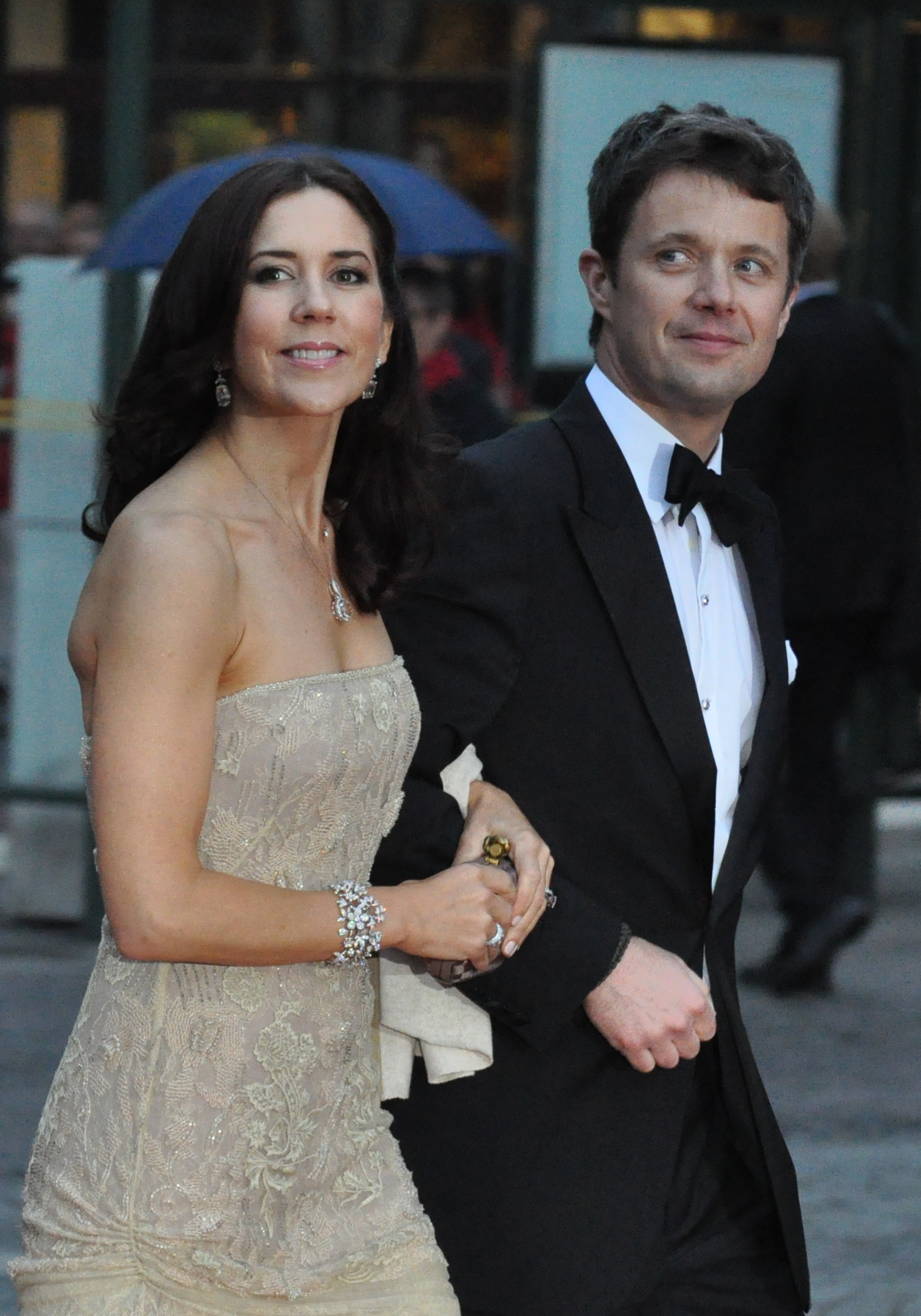
Kronprinzessin Mary und Kronprinz Frederik (2010)

### Ehe und Kinder
Königin Mary lernte Frederik während der Olympischen Sommerspiele 2000 in Sydney im „Slip Inn“ kennen. Das Paar heiratete am 14. Mai 2004 in Kopenhagen.
Königin Mary hat ihre britische und australische Staatsangehörigkeit aufgegeben. Das Folketing hat ihr mit einem speziellen Gesetz die dänische Staatsbürgerschaft verliehen.
Am 30. April 2008 verkündete das dänische Königshaus, dass die Nachfahren des Königspaares und deren Ehepartner den Titel „Graf/Komtess von Monpezat“ erhalten.
Das Königspaar hat vier Kinder:
1. Kronprinz Christian zu Dänemark, Graf von Monpezat (* 15. Oktober 2005 in Kopenhagen)
2. Prinzessin Isabella zu Dänemark, Komtess von Monpezat (* 21. April 2007 in Kopenhagen)
3. Prinz Vincent zu Dänemark, Graf von Monpezat (* 8. Januar 2011 in Kopenhagen)
4. Prinzessin Josephine zu Dänemark, Komtess von Monpezat (* 8. Januar 2011 in Kopenhagen).   Vincent und Josephine sind Zwillinge (sie ist 26 Minuten jünger als ihr Bruder).[2]

## Öffentliche Aufgaben und Interessen
Seit ihrer Hochzeit im Jahr 2004 engagiert sich die Königin in verschiedenen Projekten aus den Bereichen Kunst, Kultur, Soziales und Forschung. So ist sie beispielsweise für die World Health Organization aktiv und übernahm unter anderem Patenschaften für den Kinderchor des Musikkonservatoriums Børnekor, im Bereich der Flüchtlingshilfe und verschiedenen anderen sozialen Projekten.
Am 11. September 2007 gab sie die Gründung ihrer eigenen Stiftung bekannt. Ziel des Mary Fonden ist es, sozial benachteiligte Personen vor der gesellschaftlichen Ausgrenzung zu bewahren. Das Stiftungskapital von 1,1 Millionen Dänischen Kronen stammt aus Geldern, die das Kronprinzenpaar anlässlich seiner Hochzeit von Spendern aus Dänemark und Grönland erhielt.
Königin Mary von Dänemark ist Patentante ihres Neffen Henrik zu Dänemark, und von Prinzessin Estelle von Schweden.
2014 erhielt Mary den Bambi in der Kategorie Charity.